# Фатіх
Фатіх — район провінції Стамбул (Туреччина), частина міста Стамбул, що збігається з територією, яка є всередині колишніх стін Константинополя. У районі зосереджена велика частина головних історичних і культурних пам'яток міста, включаючи Собор Святої Софії, палац Топкапи з султанським гаремом, мечеті Сулейманіє і Султанахмет, Церква Спасителя в Хорі і Археологічний музей Стамбула. У сучасному Стамбулі Фатіх вважається бідним консервативним районом, істотну частину населення якого складають сім'ї мігрантів з Анатолії.
Назва походить від імені султана Мехмед II Фатіх, де Фатіх — завойовник.
Після завоювання Константинополя султан Мехмед II тут, на місці візантійського храму Святих Апостолів, побудував першу в місті мечеть Фатіх, в якій і був згодом похований. У кварталі Фанар з 1586 року перебуває резиденція предстоятеля Константинопольської православної церкви — Вселенського патріарха.
Межами району є берега Золотого Рогу, Босфору, Мармурового моря і Стіна Феодосія, що відокремлює Фатіх від районів Зейтінбурну та Еюп.

## Пам'ятки
На території району розташовуються багато відомих історичних пам'яток Стамбула. Площа Султанахмет з розташованими на ній пам'ятниками архітектури була включена в 1985 році до Списку Світової спадщини ЮНЕСКО.
Музеї
- Археологічний музей Стамбула, в якому зберігається понад 1 000 000 експонатів всіх епох і цивілізацій;
- Музей турецького та ісламського мистецтва;
- Палац Топкапи з султанським гаремом, головний палац Османської імперії до середини XIX століття;
- Собор Айя-Софія;
- Музей мозаїки;
- Поштовий музей Стамбула;
- Монастир Хора

Мечеті
- Блакитна мечеть;
- Мечеть Сулейманіє;
- Нова мечеть;
- Мечеть Хірамі Ахмет-паші;

Історичні ринки
- Капали-Чарши;
- Єгипетський базар

## Адміністративний поділ
На 2017 Фатіх мав поділ на 57 кварталів:
- Аксарай
- Акшемсеттін[tr]
- Алемдар[tr]
- Алі Кушчу[tr]
- Атікалі[tr]
- Айвансарай[tr]
- Балабанага[tr]
- Балат
- Беязит[tr]
- Бінбірдірек[tr]
- Джанкуртаран[tr]
- Джеррахпаша[tr]
- Джибалі[tr]
- Демірташ[tr]
- Дервіш Алі[tr]
- Емінсінан[tr]
- Хаджикадин[tr]
- Хасекі Султан[tr]
- Хирка-і Шериф[tr]
- Хоб'яр[tr]
- Ходжа Гиясеттін[tr]
- Ходжапаша[tr]
- Іскандерпаша[tr]
- Календерхане[tr]
- Карагюмрюк[tr]
- Катіп Касим[tr]
- Кемальпаша[tr]
- Кючюкаясофья[tr]
- Коджамустафапаша[tr]
- Мерджан[tr]
- Месихпаша[tr]
- Мевланакапи[tr]
- Мімар Хайреттін[tr]
- Мімар Кемалеттін[tr]
- Молла Фенарі[tr]
- Молла Гюрані[tr]
- Молла Хюсрев[tr]
- Мухсинехатун[tr]
- Нішанджа[tr]
- Рюстемпаша[tr]
- Сарачисхак[tr]
- Саридемір[tr]
- Сеїд Омер[tr]
- Сіліврикапи[tr]
- Султанахмет
- Сурурі[tr]
- Сюлейманіє[tr]
- Сюмбюлефенді[tr]
- Шехреміні[tr]
- Шехсуварбей[tr]
- Тахтакале[tr]
- Таяхатун[tr]
- Топкапи[tr]
- Явузсінан[tr]
- Явуз Султан Селім[tr]
- Єдікуле[tr]
- Зейрек[tr]